# Open Source Applications Foundation
La Open Source Applications Foundation, OSAF por sus siglas (en español Fundación de Aplicaciones de Código Abierto) era una organización sin fines de lucro fundada en 2002 por Mitch Kapor cuyo propósito era lograr una adopción generalizada de software libre / software de código abierto .

## Misión OSAF
La misión del OSAF se expresó de esta manera:
1. Crear y obtener una amplia adopción de software de código abierto de calidad sin concesiones.[1]
2. Llevar adelante la visión de Vannevar Bush,[2] Doug Engelbart[3] y Ted Nelson[4] de la computadora como medio de comunicación, colaboración y coordinación.
3. Diseñar una nueva aplicación para administrar información personal, incluidas notas, correo, tareas, citas y eventos, contactos, documentos y otros recursos personales.
4. Habilitar el uso compartido con colegas, amigos y familiares. En particular, satisfacer las necesidades únicas y desatendidas de la colaboración en grupos pequeños.
5. Demostrar que el software de código abierto puede servir a una audiencia general en el mercado de consumo.
6. Ofrecer una variedad de plataformas y una interoperabilidad[5] total entre las versiones de Windows, Macintosh y Linux.
7. Aprovechar nuestros recursos utilizando un modelo de desarrollo de código abierto.

## Historia
Fundada en 2002 por Mitch Kapor con el objetivo de lograr la adopción generalizada de software libre / software de código abierto .
En enero de 2008, Mitch Kapor terminó su participación en la Fundación, renunció a la Junta y proporcionó fondos de transición. En la reestructuración que siguió, Katie Capps Parlante  se convirtió en presidenta interina. Hubo una vez once empleados con Sheila Mooney como presidenta.

## Proyectos
- Chandler : un organizador de notas para uno mismo (software de gestión de información personal (PIM)) diseñado para la gestión y el calendario de tareas personales y de grupos pequeños. Chandler Desktop y Chandler Hub (una instancia de Chandler Server ( Cosmo )) son complementarios. Chandler está escrito en Python y se ejecuta en Linux, Mac OS X y Windows .

- Cosmo (Chandler Server): un servidor para compartir contenido/calendario basado en Java con un cliente de aplicaciones web enriquecido integrado.

Desde 2005, OSAF participó en los programas Summer of Code de Google al permitir que varios pasantes trabajaran en proyectos de OSAF durante el verano.

## Fondos OSAF
Los principales contribuyentes a OSAF incluyeron:
- Mitch Kapor: 5 millones USD
- Andrew W. Mellon Fundación: 98,000 USD
- Andrew W. Mellon Fundación: 1.5 millones USD
- Grupo de Soluciones comunes: 1.25 millones USD